# Jüdischer Friedhof (Czeladź)
Koordinaten: 50° 19′ 16″ N, 19° 5′ 56″ O

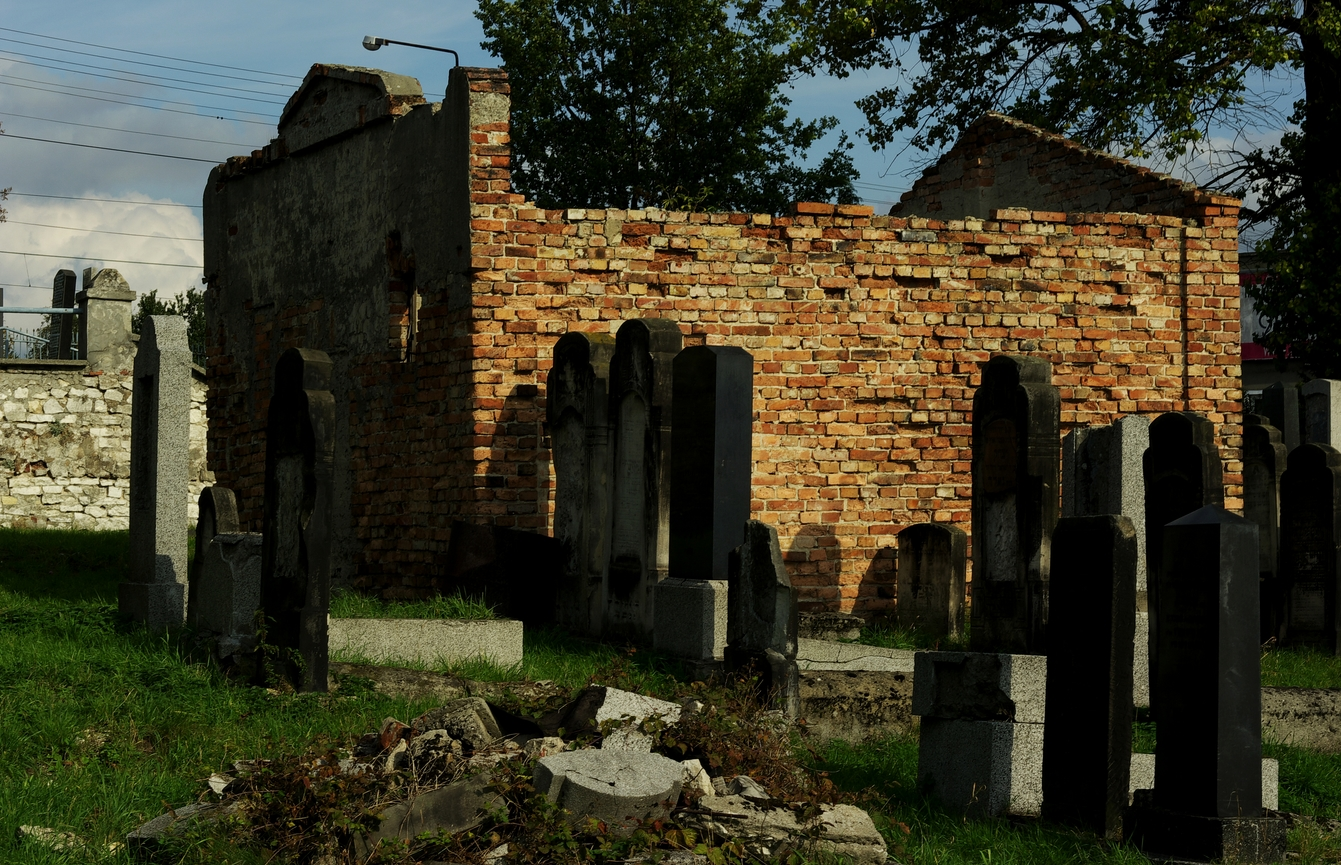
Jüdischer Friedhof in Czeladź mit Taharahaus

Der Jüdische Friedhof in Czeladź, einer polnischen Stadt in der Woiwodschaft Schlesien, wurde um 1900 angelegt. 
Auf dem jüdischen Friedhof mit der Adresse ul. Będzińska 64 sind heute noch circa 3000 Grabsteine vorhanden.